# TEV-протеаза
Протеаза TEV (от англ. Tobacco Etch Virus — вирус табачной мозаики) — высокоспецифичная цистеиновая протеаза вируса гравировки табака. Относится к суперсемейству PA из химотрипсин-подобных протеаз. Благодаря своей высокой специфичности к последовательности часто используется для контролируемого расщепления гибридных белков in vitro и in vivo.

## Происхождение
Весь геном вируса табачной мозаики кодирует единственный массивный полипротеин (350 кДа), который расщепляется на функциональные блоки тремя протеазами: Р1-протеазой (1 сайт расщепления), HC-Pro (1 сайт расщепления) и TEV-протеазой (7 сайтов расщепления). Нативная протеаза также содержит внутренний участок саморасщепления. Этот участок медленно расщепляется, чтобы инактивировать фермент (физиологическая причина этого неизвестна).

## Структура и функции

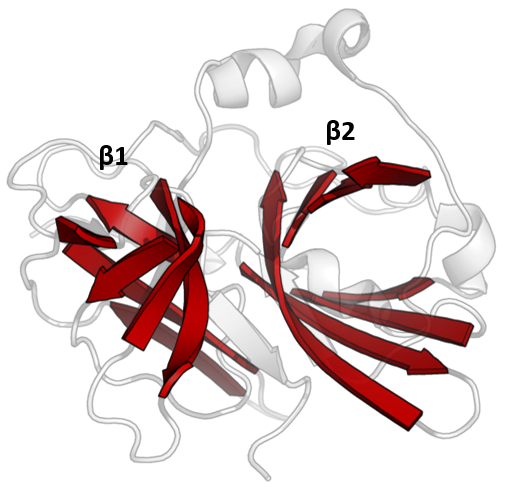
Структура TEV-протеазы. Два β-цилиндра, которые присущи надсемейству, выделены красным цветом.

Структура TEV-протеазы была определена с помощью рентгеновской кристаллографии. Фермент состоит из двух β-цилиндров и гибкого C-конца, что показывает структурную гомологию с суперсемейством трипсиновых протеиназ (PA-клан,  семейство С4 по классификации MEROPS). Несмотря на гомологию с  сериновыми протеазами (такими как трипсин, эластаза, тромбин и т. д.), в протеазе TEV используется цистеин в качестве каталитического центра (как и во многих других вирусных протеазах).
Ковалентный катализ происходит с помощью триады Asp-His-Cys, разделенной между двумя β-цилиндрамим (Asp находится на β1, а His и Cys на β2). Субстрат удерживается в виде β-листа, образуя антипараллельное взаимодействие с бороздкой между двумя цилиндрами и параллельное взаимодействие с C-концом. Таким образом, фермент образует связывающий туннель вокруг субстрата, а взаимодействия боковой цепи обеспечивают специфичность.

## Специфичность

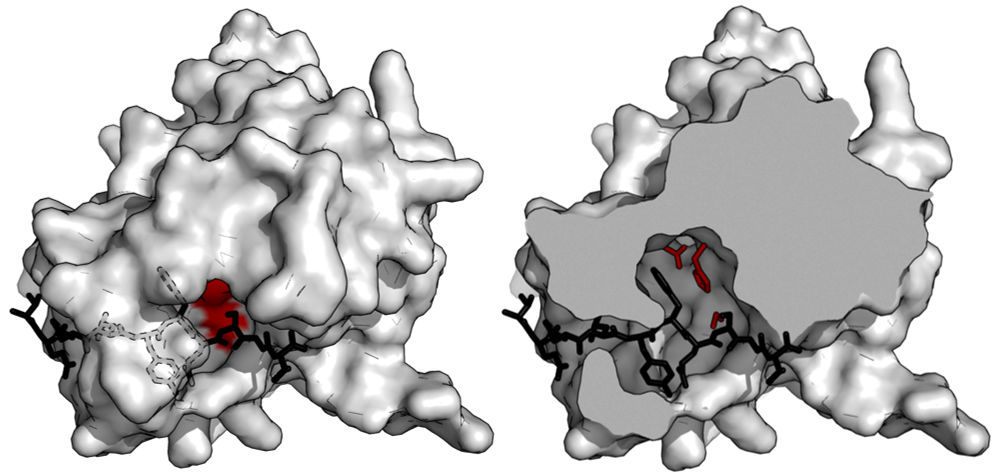
Модель поверхности TEV-протеазы, связанной с нерасщёплённым субстратом (черный), также показана каталитическая триада (красный). Субстрат связывается в активном центре тоннеля (слева). В разрезе (справа) показана комплиментарная субстрату форма связывающего тоннеля.

Естественная последовательность расщепления была сначала определена путем изучения участков разрезания в нативном полипротеиновом субстрате для повторяющейся последовательности. Консенсусной последовательностью нативного сайта расщепления является ENLYFQ\S (где ‘\’ обозначает расщепляемую пептидную связь). Аминокислотные остатки субстрата нумеруются с Р6 по Р1 до сайта расщепления и Р1’ после вырезанного участка. В ранних работах также проводили оценку расщепления массива схожих субстратов, чтобы определить насколько специфично фермент будет расщеплять нативную последовательность.
В исследованиях впоследствии применялось секвенирование расщепляемых субстратов из пула рандомизированных последовательностей для определения предпочтительных паттернов. Хотя ENLYFQ\S — это оптимальная последовательность, протеаза активна в большей или меньшей степени на различных субстратах (т. е. проявляет некоторую вариабельность). Наиболее эффективное расщепление происходит в последовательностях наиболее похожих на консенсус EXLYΦQ\φ, где X - любой аминокислотный остаток, Φ - любой большой или  гидрофобный остаток среднего размера, а φ - любой небольшой гидрофобный или полярный аминоктслотный остаток.
Специфичность обеспечивается большой площадью контакта между ферментом и субстратом. Протеазы, такие как трипсин,  специфичны для одного аминокислотного остатка до и после расщепляемой связи за счет мелкой связывающей щели только с одним или двумя карманами, которые связывают боковые цепи субстрата. И наоборот, вирусные протеазы, такие как TEV-протеаза, имеют длинный C-концевой хвост, который полностью закрывает субстрат для создания связывающего тоннеля. Этот туннель содержит набор связывающих карманов, так что каждая боковая цепь пептидного субстрата (с Р6 до Р1’) связывается с комплиментарным сайтом (с С6 до С1’).
В частности, пептидная боковая цепь P6-Glu контактирует с сетью из трех водородных связей; P5-Asn указывает на растворитель, не создавая специфичных взаимодействий (по этой причине отсутствует консенсус в последовательности субстрата в данном положении); P4-Leu погружает в гидрофобный карман; P3-Tyr удерживает в гидрофобном кармане с короткой водородной связью в конце; P2-Phe также окружен гидрофобнымими остатками, включая поверхность триады гистидина; P1-Gln образует четыре водородные связи; и P1'-Ser только частично заключен в мелкую гидрофобную канавку.

## В качестве биохимического инструмента
Одним из основных направлений использования этого фермента является удаление афинных тагов из препаратов очищенного гибридного белка. Причиной использования TEV-протеазы в качестве биохимического инструмента является его высокая специфичность к последовательности. Это делает его относительно нетоксичным in vivo, поскольку узнаваемая им последовательность почти не встречается в белках.
Хотя рациональное конструирование имело ограниченный успех в изменении специфичности протеазы, направленная эволюция использовалась для смены предпочтительного остатка до либо после сайта расщепления.
TEV-протеаза имеет ограничения в использовании. Она склонна к дезактивации путем саморасщепления, хотя этого можно избежаь путём мутации S219V во внутреннем сайте разрезания. Протеаза экспрессированная в одиночку плохо растворима;  было сделано несколько попыток для улучшения её растворимости путем направленной эволюции и компьютерного моделирования. Кроме того, было показано, что экспрессия может быть улучшена путем слияния с мальтоза-связывающим белком, который повышает растворимость партнера.
Молекулярная масса этого фермента лежит в пределах от 25 до 27 кДа в зависимости от того, какая конструкция используются.

## Внешние ссылки
- Полипротеин TEV на UniProt
- TEV-ротеаза на MEROPS
- FAQ по TEV-протеазе на сайте Национального института онкологии (США)